# Utetheisa maddisoni
Utetheisa maddisoni là một loài bướm đêm thuộc phân họ Arctiinae, họ Erebidae.